# Blacus albiventris
Blacus albiventris är en stekelart som beskrevs av Van Achterberg 1988. Blacus albiventris ingår i släktet Blacus och familjen bracksteklar. Inga underarter finns listade.